# Spáleník
Spáleník (285 m n. m.) je vrch v okrese Hradec Králové Královéhradeckého kraje. Leží asi 1 km jižně od obce Divec na jejím katastrálním území.

## Geomorfologické zařazení
Geomorfologicky vrch náleží do celku Orlická tabule, podcelku Třebechovická tabule a okrsku Černilovská tabule.